# Lasse Sarri (fjällförare)
Lars (Lasse) Anders Simon Sarri, född 12 juni 1923 i Gällivare församling, Norrbottens län, död 23 november 2013 i Jukkasjärvi församling, Norrbottens län, var en svensk fjällförare.
Lasse Sarri växte upp i Nikkaluokta i en syskonskara på fjorton barn till Nils Olsson Sarri och Maria Sarri, vilka var bland de första bosatta i Nikkaluokta 1911. Enok Sarri var hans äldsta bror och Annok Sarri Nordrå var hans syster. Lasse Sarri gick sexårig skolgång på internat i Jukkasjärvi. Han var bosatt i Nikkaluokta och var fjällförare, transportör, jägare och fiskare.
Under åren 1944–1945 spelade Lasse Sarri, hans 13 år äldre bror Per Sarri och deras kusin Esajas Niia en viktig roll inom underrättelse- och sabotageprojektet Operation Sepals. Med bas i Unna Allakas (bas Anna) transporterade de utrustning i de svenska och norska fjällen till och från Sepalsbaserna. Han fick som erkännande 2008 ett diplom av den amerikanska underrättelsetjänsten CIA, efterföljare till OSS, som var den organisation som finansierade denna norsk-brittisk-amerikanska verksamhet.
Lasse Sarri var en av dem som bestigit Kebnekaises sydtopp vid flest tillfällen Han gjorde det 111 gånger, fram till år 2000.